# Bob Rathbun
Robert Courtland Rathbun (nascido em 25 de novembro de 1954) é um locutor esportivo, palestrante motivacional e autor estadunidense. Com mais de quatro décadas de carreira, ele se destaca por sua versatilidade e conhecimento em diversas modalidades, especialmente no basquete. Atualmente, é o narrador oficial dos jogos do Atlanta Hawks, uma das principais equipes da NBA, na Bally Sports South, onde trabalha desde 1996.
Também narra os jogos do Atlanta Dream, time feminino que disputa a WNBA. Ao seu lado, ele conta com a parceria de Dominique Wilkins, uma lenda do basquete e nove vezes All-Star da NBA.[carece de fontes?]
Além do basquete, Rathbun também é um renomado narrador de futebol americano. Ele cobre os jogos da Southeastern Conference (SEC), uma das mais fortes e tradicionais conferências universitárias do país, na FSN South. Também narra os jogos da Atlantic Coast Conference (ACC), outra importante conferência universitária, para a Raycom Sports.[carece de fontes?]
Rathbun iniciou sua trajetória no jornalismo esportivo em 1973, como diretor esportivo da WSTP Radio em Salisbury, Carolina do Norte. Desde então, acumulou diversas experiências em diferentes mídias e esportes. Foi o narrador principal da ESPN na ArenaBowl '87, o primeiro jogo do campeonato da Arena Football League (AFL), ao lado de Lee Corso em 1987.[carece de fontes?]
Também fez trabalhos de transmissão para os Washington Bullets (atual Washington Wizards) e Baltimore Orioles, times profissionais de basquete e beisebol, respectivamente. Sua experiência no beisebol ainda inclui trabalhos de narração com os Tidewater Tides e os Richmond Braves, times das ligas menores afiliados aos New York Mets e Atlanta Braves, respectivamente.[carece de fontes?]
De 1992 a 1994, Rathbun trabalhou como locutor de rádio para os Detroit Tigers, um dos mais antigos e tradicionais times da MLB. Rathbun e Rick Rizzs substituíram a voz lendária dos Tigers, Ernie Harwell, e seu parceiro Paul Carey. No entanto, Rathbun não foi bem aceito pelos fãs de Detroit e foi demitido no final da temporada de 1994.
Rathbun demonstrou sua resiliência e profissionalismo ao superar esse revés e se consolidar como um dos melhores locutores esportivos do país. Em 5 de dezembro de 2022, ele sofreu uma emergência médica ao vivo antes do jogo dos Hawks contra o Oklahoma City Thunder. Ele foi substituído pela repórter dos Hawks, Lauren Jbara, no jogo. Mike Morgan foi contratado para substituir Rathbun nos próximos jogos dos Hawks até ele se recuperar e voltar em 19 de dezembro.[carece de fontes?]
Rathbun recebeu diversos reconhecimentos e homenagens ao longo de sua carreira. Ele foi nomeado Virginia Sportscaster of the Year seis vezes pela National Sportscasters & Sportswriters Association (NSSA). Recebeu a mesma honra na Geórgia em 1998. Em 2008, ele foi nomeado para o Virginia Sports Hall of Fame. Rathbun é formado pela Catawba College em Salisbury, Carolina do Norte, em 1976 e foi introduzido no Hall da Fama dos Esportes da escola em 2006. Ele também recebeu o Prêmio de Ex-Aluno Distinto em 1988.[carece de fontes?]
Rathbun é também um palestrante motivacional e autor de livros sobre liderança e sucesso. Ele é o autor de Fast Forward Winner: How to Supercharge Your Life and Make Success Work for You (2009) e The Fast Forward Mindset: How to Be Fearless & Focused to Accelerate Your Success (2019).